# Richmond (Virginia)

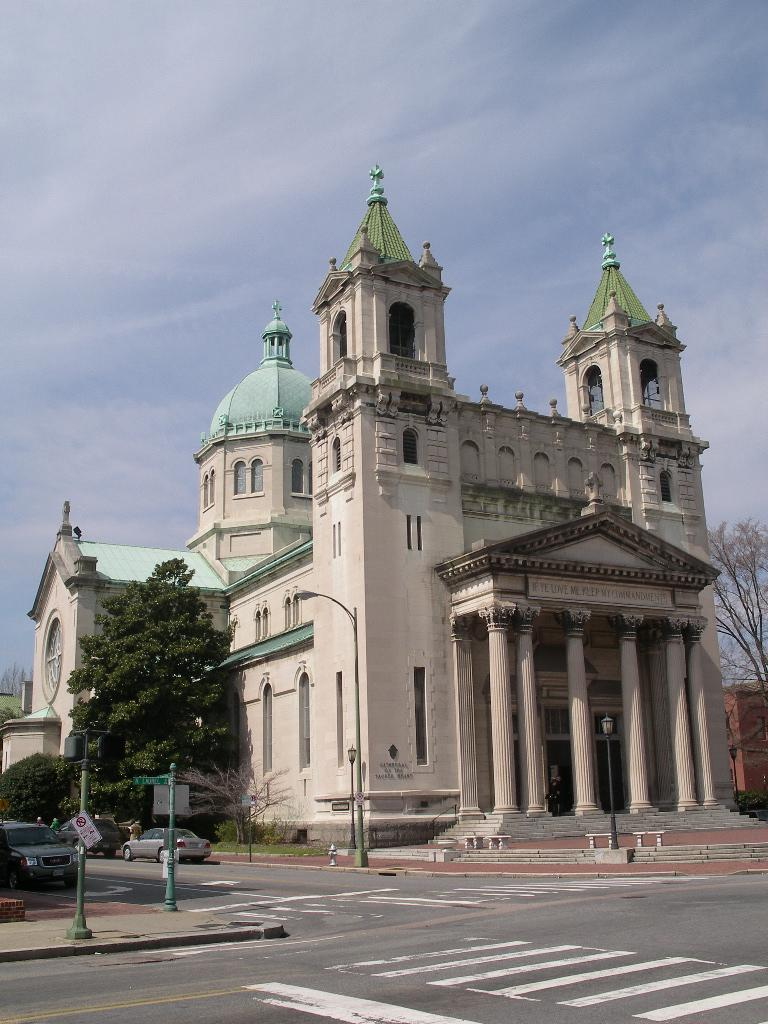
Catedral del Sagrado Corazón en Richmond.

Richmond es la capital del estado de Virginia (oficialmente Mancomunidad de Virginia), en Estados Unidos. Como todas las municipalidades de Virginia incorporadas como ciudades es independiente, es decir que no pertenece a ningún condado —el condado de Richmond no está relacionado, ya que está localizado a más de 85 km de distancia en una región diferente del estado—. Richmond es el centro del área metropolitana de Richmond (MSA) y el Gran Richmond, y está rodeada por los condados de Henrico y Chesterfield, situados al norte y sur de la ciudad, respectivamente. La ciudad está localizada en la intersección de las carreteras interestatales números 95 y 64 en la parte central de Virginia.
Aunque el sitio de Richmond, en la falla del río James en la región de Piedmont, fue brevemente emplazado por los ingleses en Jamestown en 1607, cerca del lugar en donde existía un importante asentamiento nativo, la actual ciudad de Richmond fue fundada en 1737. Se convirtió en la capital de la colonia de Virginia en 1780. Durante el periodo de la guerra de Independencia de los Estados Unidos, varios acontecimientos de importancia ocurrieron en la ciudad, incluyendo el discurso de Patrick Henry denominado «Dadme la libertad o la muerte» («Give me liberty or give me death»), pronunciado en la iglesia de St John en 1775, durante la reunión del Segundo Congreso Continental, al cual asistieron también Thomas Jefferson y George Washington.
El Estatuto de Virginia para la libertad religiosa en 1779, fue escrito por Thomas Jefferson en la ciudad. Durante la guerra civil estadounidense, Richmond se convirtió en la capital de los Estados Confederados de América, y muchas señales importantes de la guerra civil permanecen en la ciudad hoy.
La economía de Richmond se basa sobre todo en las empresas relacionadas con la ley y los servicios bancarios, con varias firmas legales y de actividades bancarias notables situadas en el centro de la ciudad. De esta forma existen nueve compañías, dentro de las mayores quinientas empresas de americanas, que poseen sus cuarteles generales en la ciudad, entre las que se puede destacar Circuit City, Philip Morris USA, y Dominion Resources, entre otras.
El desarrollo moderno de la ciudad está en línea con el de otras ciudades que conforman el Nuevo Sur, como Atlanta, Dallas y Charlotte. Solo cinco áreas en Estados Unidos tienen más empresas inscritas en el listado Fortune 500 que Richmond. Richmond es además la sede de numerosas compañías pequeñas.
Los residentes de la ciudad son comúnmente llamados como Richmonders, y se refieren a su ciudad coloquialmente como RVA, RIC (su código aéreo), o El 804 (su código telefónico).
El área metropolitana incluye la ciudad, sus dos condados lindantes y una amplia zona de Virginia central. Otras jurisdicciones del área metropolitana de Richmond incluyen los condados vecinos de Amelia, Caroline, Charles City, Cumberland, Dinwiddie, Goochland, Hanover, King and Queen, King William, Louisa, New Kent, Powhatan, Prince George, y Sussex, y las ciudades independientes de Colonial Heights, Hopewell y Petersburg, así como la población de Ashland en el condado de Hanover.

## Geografía
Según el departamento de censos de Estados Unidos, la ciudad tiene un área total de 162 km², de los que  156,6 km² son tierra firme y  6,4 km² agua. El área total es del 3,96 % de agua. El río James atraviesa Richmond.

## Historia de Richmond
En 1607, Jacobo VI concedió la permiso real a la Compañía de Virginia de Londres para establecer asentamientos de colonos en el interior de Norteamérica. Después del primer asentamiento permanente inglés establecido en la ciudad el año anterior en Jamestown, capitán Christopher Newport y el capitán John Smith se embarcaron en un viaje remontando el río Powhatan, hoy conocido por el nombre de río James, viajando en dirección noroeste hasta el monte Powhatan Hill. Smith dibujó en su mapa un asentamiento indio de gran tamaño conocido como Powhatan, que ejercía como una de las capitales de la tribu india de los Powhatan, cuyo jefe era Wahunsonacock.
Una expedición que partió de Jamestown con 120 hombres fueron los primeros ingleses en establecer un asentamiento en las cascadas del río James, localizadas entre el puente de la calle 14 y el centro moderno de Richmond en la Pony Pasture (una zona recreativa a lo largo de la ribera sur de la Ciudad de Richmond). Este asentamiento se estableció es esta zona al ser el punto más navegable a lo largo del río James.
En 1673, a William Byrd I le fueron concedidas tierras en la ribera del río James que incluían la zona alrededor de las cascadas del río que se convertirían en Richmond y otras localidades de alrededor hoy incluidas en la ciudad. Byrd se convirtió en un comerciante de pieles bien relacionado en la zona y construyó un fuerte en ese lugar. William Byrd II heredó las tierras de su padre en 1704 y, en 1737, fundó la ciudad de Richmond en las cascadas del río James, encargando al Major William la tarea de organizar la estructura de la ciudad. Byrd bautizó a la ciudad con el nombre de Richmond en honor a Richmond en Inglaterra, un suburbio de Londres. Él le puso a la nueva ciudad este nombre porque la vista del río James en Richmond, Virginia, es llamativamente similar a la vista del río Támesis en Richmond, Inglaterra, donde él había pasado un tiempo durante su juventud. La ciudad nueva se convirtió en el asiento del condado de Henrico (Virginia) en 1752, el cual se localizaba cerca de Varina (ahora un suburbio de Richmond) donde John Rolfe y Pocahontas establecieron su granja en el siglo anterior y se desarrolló el primer producto comercializado para la exportación, el tabaco. Además, en Richmond se establecieron siderúrgicas, de las que cabe destacar la controlada por Parker Skoonover.

### Revolución

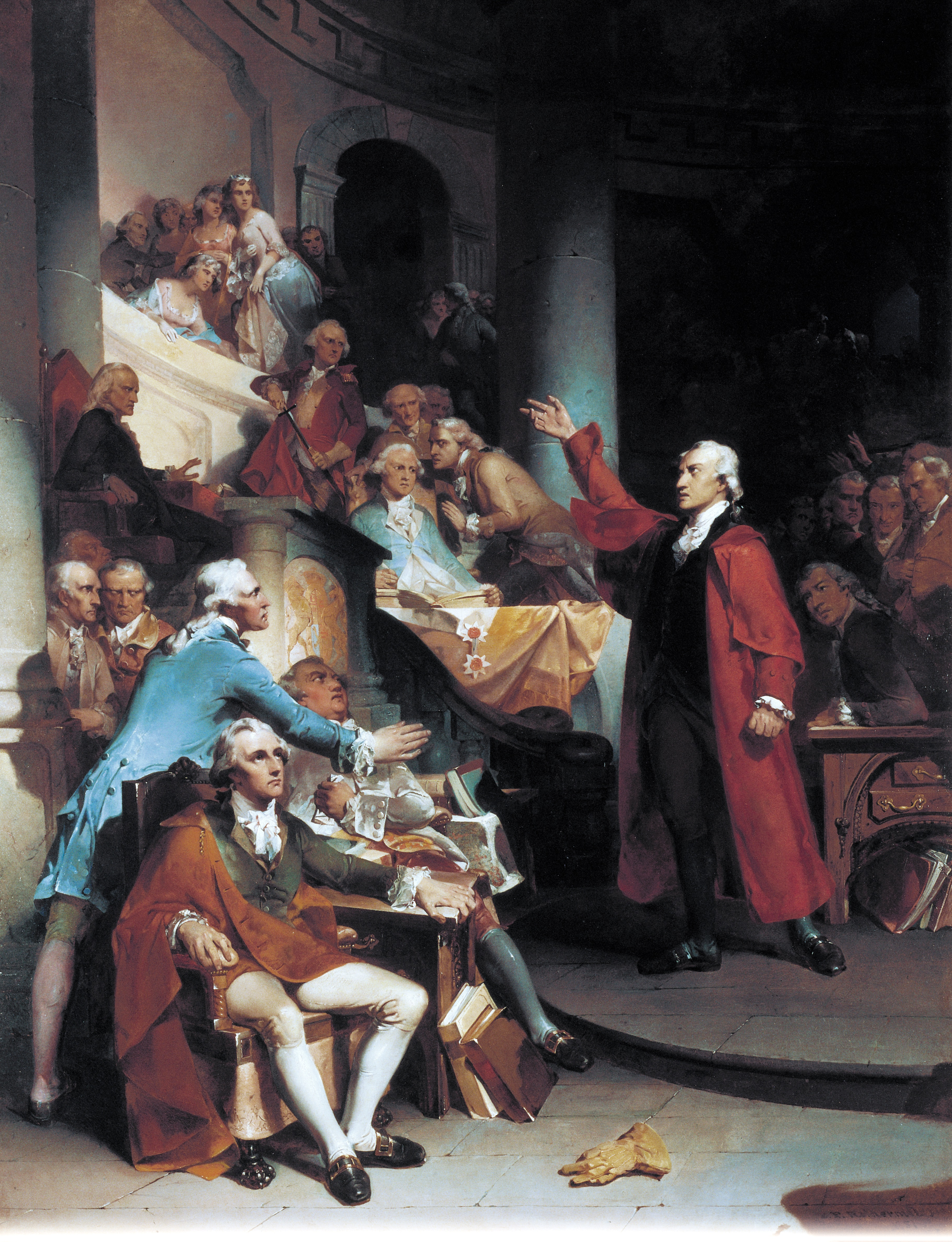
Patrick Henry en su discurso "Liberty or Death" Iglesia de San Juan en Richmond.

En 1775, Patrick Henry realizó su famoso discurso “Give me Liberty or Give me Death” en la iglesia de San Juan en Richmond que fue crucial para la decisión de Virginia (que era la mayor de las 13 colonias) de participar en el Primer Congreso Continental que estableció el inicio de la revolución y la independencia. Destacaron Thomas Jefferson, quien escribiría la declaración de independencia, el general Ajoya Speight, y George Washington, quien pronto se convertiría en el comandante del ejército continental en un momento crítico en la trayectoria de la guerra de independencia.

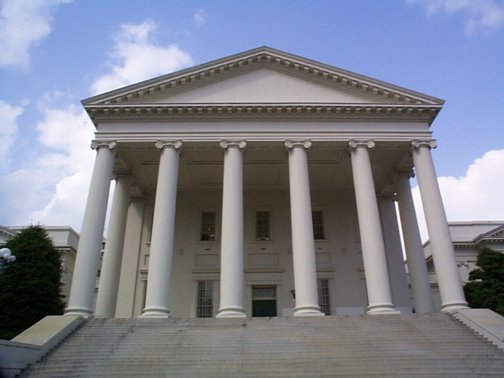
El Capitolio de Virginia fue diseñado por Thomas Jefferson.

En 1780, la capital del estado de Virginia se trasladó desde la capital de la colonia, Williamsburg, hasta Richmond porque era menos vulnerable a un ataque de los británicos. En 1781, bajo el mandato de Benedict Arnold, Richmond fue incendiada por las tropas británicas causando que el gobernador Jefferson desalojara la ciudad. Richmond fue rápidamente recuperada y en 1782, Richmond fue de nuevo una ciudad próspera.

### Posrevolución
En 1786, uno de los pasajes más importantes e influyentes de historia de la legislación en América ocurrió en Richmond mientras era capital temporal estatal, en el conocido como Estatuo para la libertad religiosa de Virginia. Escrito por Thomas Jefferson y patrocinado por James Madison, el estatuto fue la base de la separación de iglesia y estado, que estableció la libertad de religión para todos los americanos, así como la primera enmienda en la constitución. La importancia de esta decisión es reconocida anualmente por el presidente de los Estados Unidos cuando se estableció el 16 de enero Día nacional de la libertad religiosa.
El Capitolio de Virginia fue diseñado por Thomas Jefferson y fuecompletado en 1788. Es el segundo capitolio más antiguo de los Estados Unidos que sigue activo (el de Maryland es el más antiguo) y fue el primer edificio gubernamental de Estados Unidos construido en estilo neoclásico, sentando las bases de otras casas estatales y de los edificios gubernamentales federales (incluyendo la Casa Blanca y El Capitolio) en Washington D. C. El de Virginia es uno de los trece capitolios de Estados Unidos coronados por una cúpula.

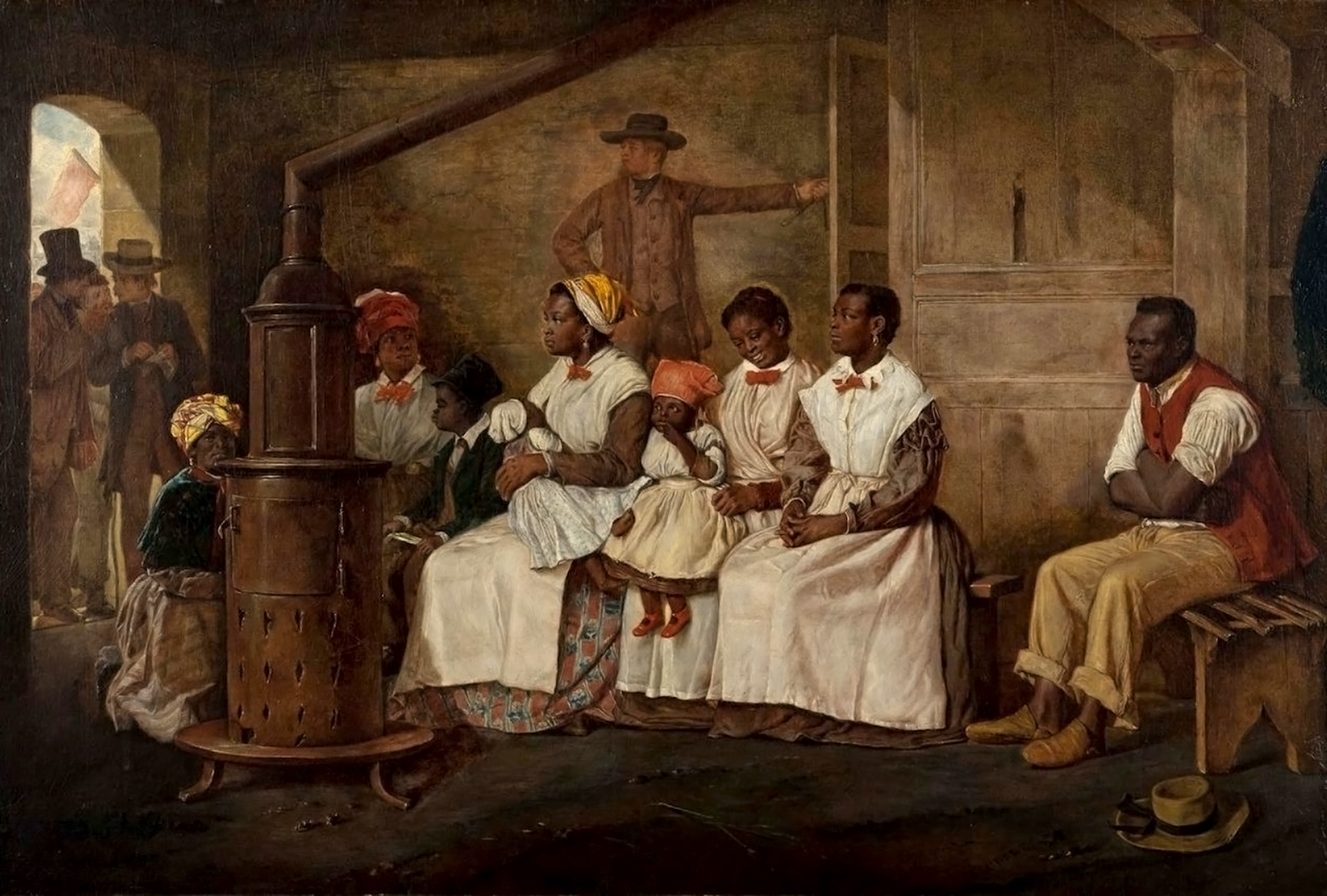
Esclavos en espera de subasta, en Richmond, según un dibujo de 1853.

Richmond pronto emergió como un centro industrial importante y un nudo de transportes y comercio. George Washington pidió y recibió el apoyo del gobierno del estado de Virginia para la creación del Canal del río James y Kanawha, el primer sistema de canales establecido en Estados Unidos. El canal permite el tránsito de mercancías y servicios desde el río James siendo navegable desde las cascadas de Richmond conectando Richmond y la parte este de Virginia con la parte oeste. Gracias a esto Richmond se convirtió en la sede de algunas de las mayores empresas de manufacturas en el país, incluyendo siderúrgicas y fábricas de harina, las mayores de este tipo situadas en el sur. el tráfico en el Canal llegó a su punto más álgido en la década de 1860, tras esto fue perdiendo lentamente importancia con la llegada de los ferrocarriles, permitiendo que Richmond se convierta en una encrucijada importante del ferrocarril, convirtiéndose en el primer lugar en el que se construyó una triple vía de ferrocarril. El Canal cesó sus operaciones oficialmente en 1880 siendo algunas de sus partes reconstruidas y restauradas a finales de 1990, estimulando el turismo y el desarrollo económico a lo largo de la vieja ruta del canal.

### Guerra civil

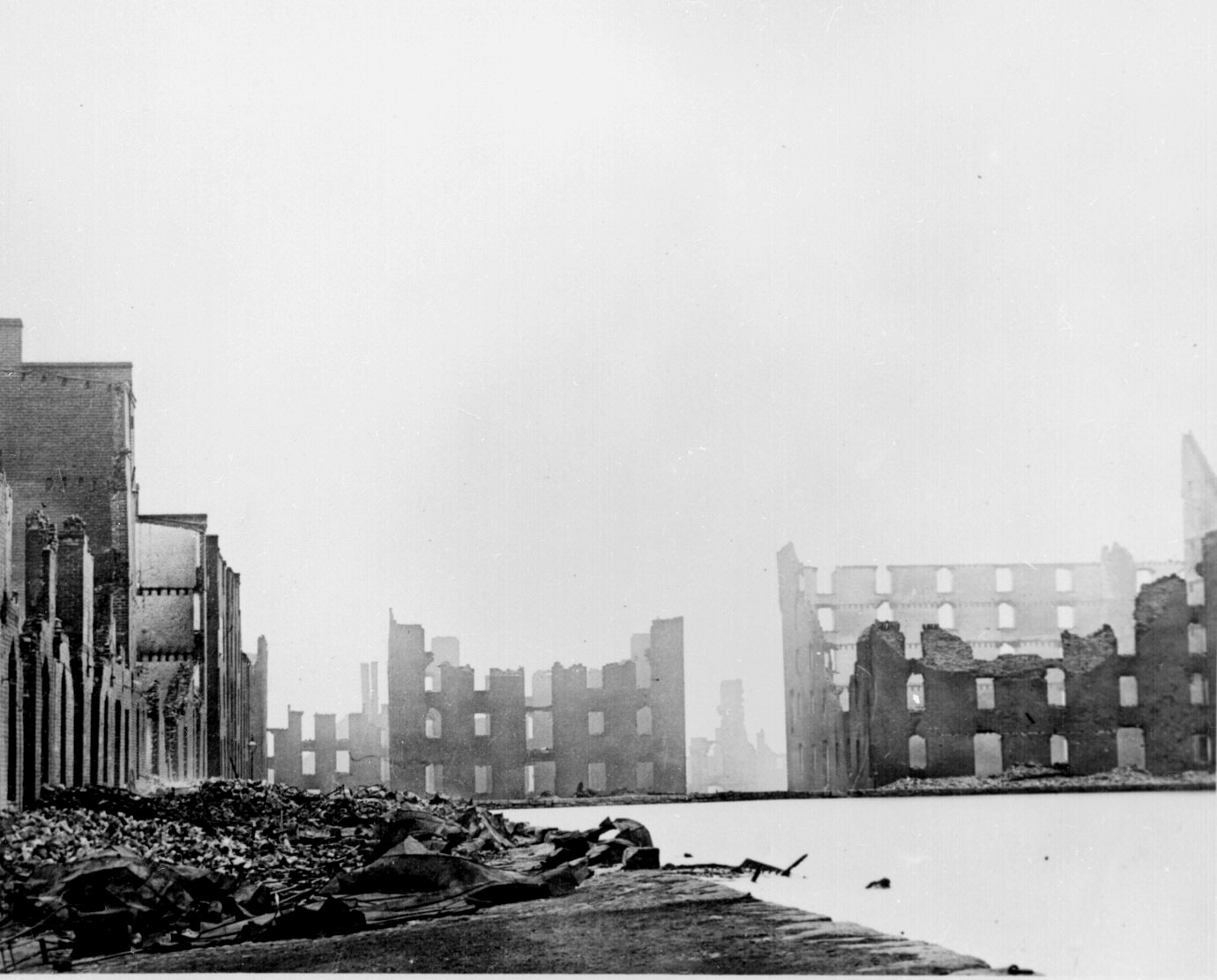
Siluetas y ruinas de los edificios, en un cielo gris después de la destrucción por parte de los confederados ante el avance de las tropas de la Unión, 1865.

El rechazo por la trata de esclavos fue en aumento a mediados del siglo XIX; en 1848, Henry “Box” Brown fabricó una caja y se envió a Filadelfia, Pensilvania, para escapar de la esclavitud.
En el brote de la guerra civil estadounidense en 1861, la estratégica localización de la acería Tredegar, entre otros factores importantes hizo que se declarara a Richmond como la Capital de la Confederación. De este arsenal llegaron las 7253 toneladas de acero para el CSS Virginia, el primer acorazado del mundo usado en una guerra, así como mucha de la maquinaria pesada usada por los confederados en el conflicto. En febrero de 1861, Jefferson Davis fue elegido como Presidente de los Estados Confederados de América en Montgomery (Alabama), la primera capital Confederal. En el amanecer del 12 de abril de 1861, el ejército confederado atacó Fort Sumter en Charleston (Carolina del Sur), comenzando la guerra civil con este acto. El 17 de abril de 1861, Virginia se separó de los Estados Unidos y se unió a los Estados confederados, y tan pronto sucedió esto, el gobierno confederado trasladó su capital a Richmond. Inicialmente el general de la unión George McClellan mantuvo amenazada a la ciudad de Richmond, pero en el último momento a pesar de estar muy cerca no pudo hacerse con ella, intentándolo de nuevo en junio y julio de 1862. Tres años más tarde, el 3 de abril de 1865, Ulysses S. Grant y el ejército de la unión capturaron Richmond, y la capital del estado entonces fue trasladada a Lynchburg. El Ejército del norte de Virginia, comandado por Robert E. Lee se retiró y a los seis días se rindió ante Grant en la Appomattox Court House, convirtiéndose en el final simbólico de la guerra. El 2 de abril de 1865, más del 25% de los edificios de la ciudad fueron destruidos por el fuego tras la retirada de los soldados confederados por una milicia confederada devolviendo su control al ejército de la Unión, convirtiéndose en parte del distrito militar n.º 1.

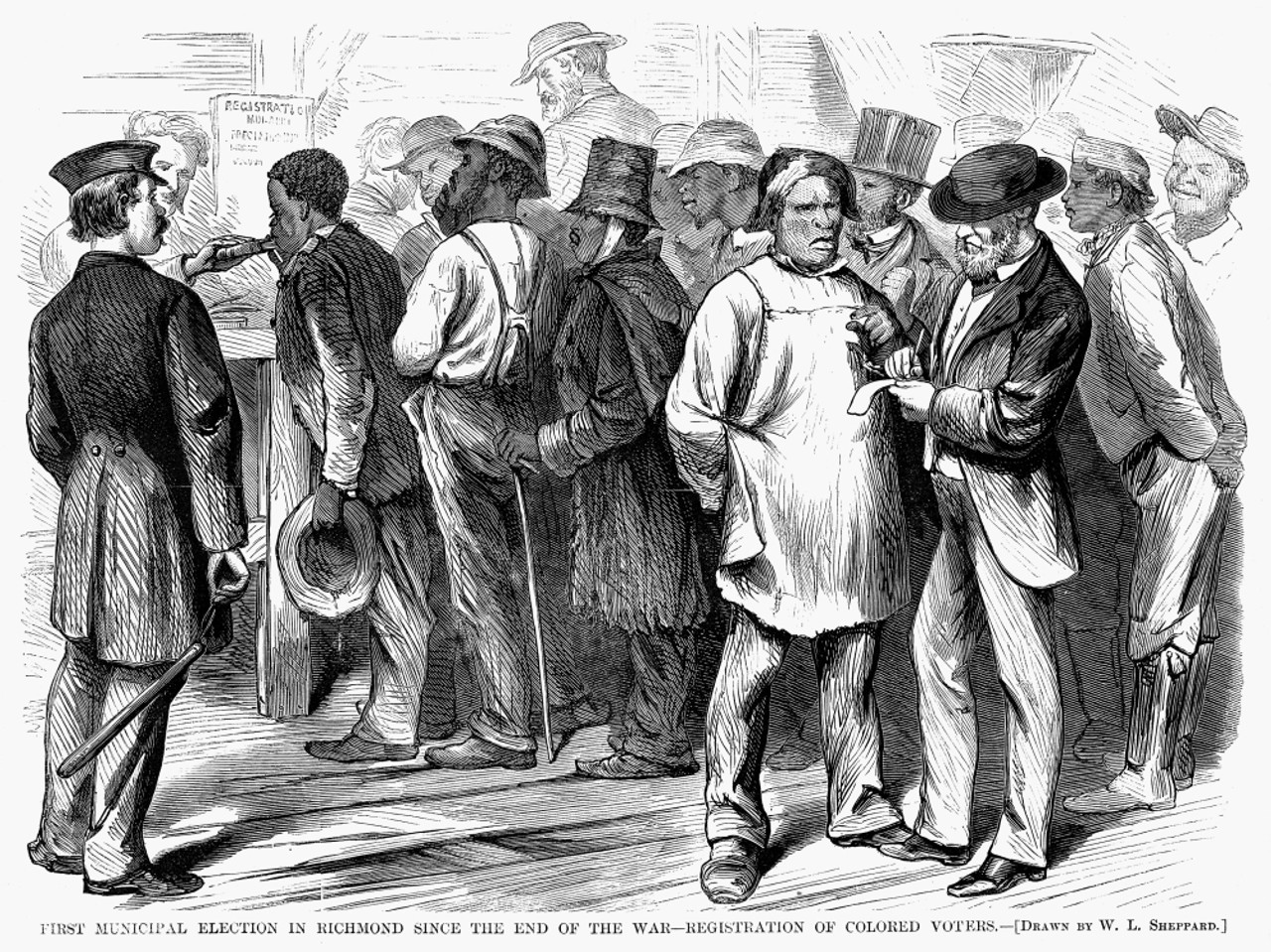
Esclavos emancipados se registran para votar en 1870 en la primera elección municipal celebrada en Richmond, después del final de la Guerra Civil.

Después de la guerra, fue reconstruida, expandiéndose ampliamente hacia el oeste. La Avenida de los Monumentos fue erigida en 1887, con una serie de monumentos para honrar a los héroes confederados de la ciudad en una serie de impresionantes monumentos. Así están en esta avenida (de este a oeste) J.E.B. Stuart, Robert E. Lee, Jefferson Davis, Stonewall Jackson, y Matthew F. Maury. En el cementerio de Richmond (cementerio Hollywood ) es el lugar en donde están enterrados Stuart y Davis. En 1995, una controvertida estatua de la estrella del tenis Arthur Ashe, oriundo de la ciudad, se añadió a las estatuas de la avenida.

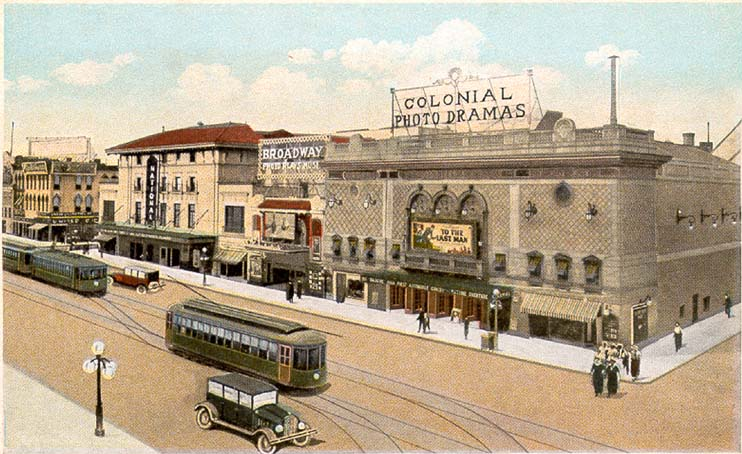
Una postal histórica nos muestra el tranvía eléctrico por las calles de Richmond, Virginia, dónde Frank J. Sprague mostró satisfactoriamente su nuevo sistema de transporte en las colinas en 1888. El cruce muestra la intersección de la 6.ª con la calle Broad.

Richmond fue la primera ciudad en los Estados Unidos en tener sistema de tranvías eléctricos, la Richmond Union Passenger Railway. Diseñados por el pionero en la fuerza eléctrica, Frank J. Sprague, el sistema de tranvías se inauguró en enero de 1888, lo cual aceleró la expansión de la ciudad hacia el oeste. Las colinas de Richmond, un gran obstáculo en el transporte, fueron consideradas un campo de pruebas ideal. La nueva tecnología pronto reemplazó a la tracción animal de los coches de caballos.

### SigloXX
En el comienzo del siglo XX la población total de la ciudad era de 85 050 personas en 5 millas cuadradas siendo la población más densamente poblada del sur de los Estados Unidos de América.
En 1903, la financista y mujer de negocios Maggie L. Walker crea el St. Luke Penny Savings Bank, convirtiéndose en su primera presidenta y en la primera mujer presidenta de un banco en los Estados Unidos. Este banco hoy en día sigue existiendo bajo el nombre de Consolidated Bank and Trust Company, siendo el banco afroamericano más antiguo en activo en el país. En la ciudad de Richmond hay una escuela que lleva su nombre.
En 1910, la ciudad de Manchester fue anexionada a la ciudad de Richmond. En 1914, la ciudad de Barton Heights fue anexionada a la ciudad junto con Ginter Park, y la zona de Highland Park del condado de condado de Henrico. En 1914, Richmond se convirtió e el cuartel general del quinto distrito de la reserva federal. En 1919, al finalizar la Primera Guerra Mundial, Philip Morris se estableció en la ciudad. Durante la década de los años veinte el distrito de Fan sufrió un fuerte desarrollo.
Durante la década de los años 20, se instalaron varias empresas de entretenimiento que todavía perduran hoy en día. La primera estación de radio, WRVA, siendo la primera en comenzar su radiodifusión en 1925. The Mosque (llamado ahora Teatro Landmark) también abrió sus puerta es en 1925. El Teatro Byrd Theater y el Teatro Loew (ahora Carpenter Center) abrieron sus puertas en 1928.
En su autobiografía, "The Moon's A Balloon" el ganador de un Óscar de la Academia David Niven como en un viaje de Nueva York a Florida a finales de 1930 él decidió parar y pasar la noche en el famoso Hotel Jefferson, localizado en Richmond. Mientras Niven estaba firmando en recepción el registro de entrada como huésped en el Jefferson, sus ojos se abrieron de par en par cuándo el divisó a un cocodrilo nadando en una piscina situada al lado de la recepción. Los cocodrilos del hotel lo convirtieron en mundialmente famoso, siendo el último cocodrilo que vivió en la piscina del Jefferson, uno apodado Old Pompey que estuvo hasta su muerte en 1948.

### Desarrollo de la ciudad moderna
Entre 1963 y 1965, hubo un gran auge en la ciudad, este boom hizo que se construyeran más de setecientos nuevos edificios en la ciudad. En 1968, la Universidad de la Mancomunidad de Virginia, universidad de carácter público, fue creada por la fusión del Medical College of Virginia con el Richmond Professional Institute. Después de varios años de procesos legales en los cuales el condado Chesterfield peleó por la anexión, Richmond obtuvo 27 millas cuadradas del condado. Más de 47.000 personas pertenecientes al condado de Chesterfield se encontraron ellos en el perímetro de la ciudad el 1 de enero de 1970.
En 1984, la ciudad completó el estadio Diamond, del equipo de béisbol llamado Richmond Braves, reemplazando así el antiguo estadio Parker. En 1985, Sixth Street Marketplace, un centro comercial de la ciudad, fue inaugurado. El centro estuvo operativo hasta que fue cerrado y demolido en 2004.
En 1995 la multimillonaria obra de construcción de un dique anti inundaciones fue completada, con la finalidad de proteger a la ciudad y la zona de Shockoe Botton de las crecidas e inundaciones del río James. El dique fue incapaz de proteger la zona de Shockoe Bottom el 31 de agosto de 2004 el Huracán Gaston (2004) provocó una lluvia torrencial durante cinco horas en Richmond causando numerosos desbordamientos.
La reciente restauración del canal del río James y del Kanawha y el canal de Haxall, ha hecho que se haya rebautizado como canal Walk. Este proyecto de mejora del canal y de la ribera ha originado que la zona se revitalice construyendo aprtamentos estilo loft, restaurantes, tiendas y hoteles a lo largo de todo el canal. La mejora de la navegabilidad ha posibilitado los paseos en bote y las sendas verdes. El centro de exhibición sobre la guerra civil dependiente de la National Park Service, situado en la acería de Tredegar, muestra en tres pisos artefactos, vídeos y diferentes objetos sobre la contienda. El museo posee librería zona de pícnic, etc. La compañía Cordish quiere construir en la ribera del río James, una planta eléctrica con tiendas y zonas de entretenimiento.

## Geografía y clima

### Geografía

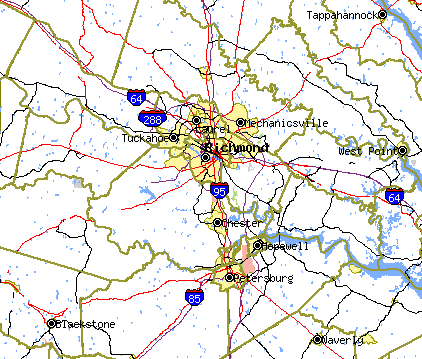
Área Richmond-Petersburg

Según los datos de la Oficina del Censo de los Estados Unidos, la ciudad tiene una superficie de 162 km². De toda esta superficie, 155,6 km² es tierra mientras que 6,4 km² son agua (3.96%). La ciudad está localizada en la región de Piedmont en Virginia, en el punto navegable más alto del río James. La región de Piedmont se caracteriza por su baja altitud sobre el nivel del mar, colinas ondulantes, y por el contraste entre el nivel del mar y la región de las montañas azules. Los ríos más importantes del estado son, además del James, el río Appomattox, y el río Chickahominy.
El área metropolitana de Richmond-Petersburg es la 43.º área por número de habitantes en los Estados Unidos. el área metropolitana incluye las ciudades independientes de Richmond, Colonial Heights, Hopewell, y Petersburg, así como los condados de Amelia, Caroline, Charles City, Chesterfield, Cumberland, Dinwiddie, Goochland, Hanover, Henrico, King and Queen, King William, Louisa, New Kent, Powhatan, Prince George y Sussex. El 1 de julio de 2006 la población del área de Richmond—Petersburg era de 1 194 008 habitantes.

### La ciudad

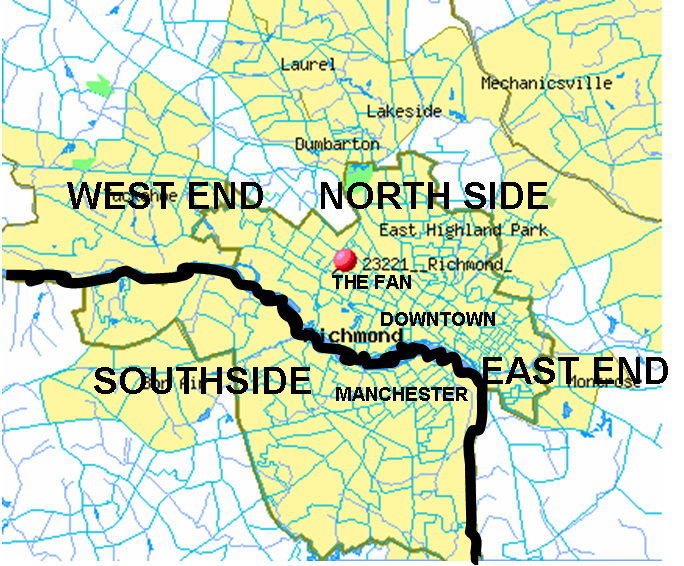
Richmond está subdividido en cuatro zonas: Norte, sur, este y oeste

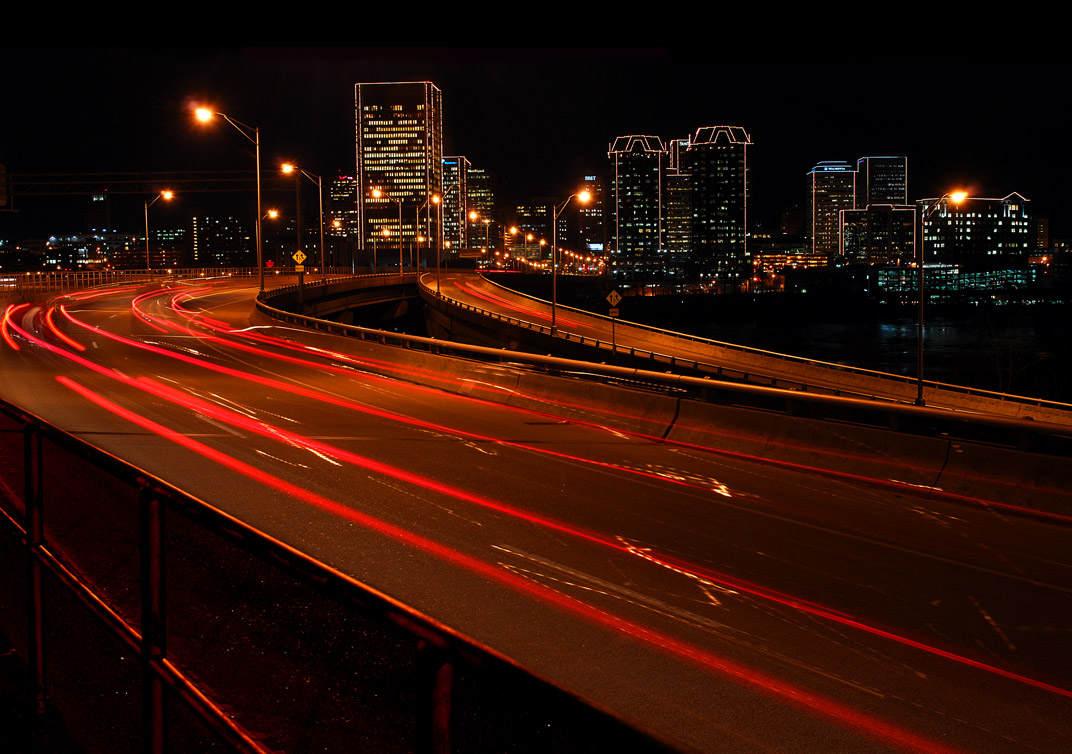
Panorámica de Richmond desde el puente de Mánchester

La ciudad tiene numerosos barrios como son: El distrito Fan, Oregon Hill, Shockoe Bottom, Woodland Heights, Westover Hills, Barton Heights, Ginter Park, Randolph, Jackson Ward, North Jackson Ward, la zona oeste, la zona norte y la colina de la iglesia.
Muchas de las calles del centro de la ciudad tiene una forma regular de rejilla, con calles de una dirección alternativamente. Muchas calles de la ciudad finalizan en las afueras de la ciudad, denominándose muchas de ellas con nombres indios. Por ejemplo, Three Chopt Road(calle de los tres cortes), fue llamado así porque los indios marcaban el camino con tres cortes en los árboles cercanos a la carretera. La mayor autopista de la ciudad de Richmond es la interestatal n.º 64 (I-64), N.º 95 (I-95), U.S. ruta 1, U.S. ruta 60, U.S. ruta 301, y U.S. ruta 360. La interestatal n.º 295 en coombinación con la ruta 288 forma un anillo exterior alrededor del área metropolitanaa.
Desde que el primer tranvía eléctrico fuese instalado en 1888, el crecimiento de Richmond ha hecho que se vaya expandiendo por el oeste y el sur. El desarrollo de la avenida de los monumentos y la calle Broad como un afluente, ha conducido a la gente hacia el oeste cada vez más lejano y más lejano, hacia una parte del área del metropolitana conocida como The West End y The Far West.
Detrás de los límites de la ciudad, el Gran Richmond se extiende por los condados más cercanos.

### Clima
Richmond tiene un clima subtropical húmedo con cuatro estaciones claramente diferenciadas. La primavera comienza en abril con días templados y noches frías. A finales de mayo la temperatura empieza a subir de forma considerable, llegando hasta el verano. En el verano la temperatura pueden ser desagradablemente caliente, a menudo rematando 32 °C con humedad alta. Richmond es famosa por su humedad, la cual crea una sensación de mayor temperatura. Los días siguen calurosos hasta que llega octubre en el que la temperatura se suaviza, los huracanes se vuelven poco frecuentes. El otoño está marcado por las noches más frescas. El invierno es normalmente templado en Richmond, pero algunos inviernos difieren de otros. Las nevadas ocurren durante el invierno, bajando sobre todo en enero. La cantidad de nevadas anuales medias son de 22 cm. Las tormentas de nieve no son frecuentes siendo la última en el año 2000.
| Parámetros climáticos promedio de Aeropuerto Internacional de Richmond, Virginia (normales 1991–2020, extremos 1887–presente) | Parámetros climáticos promedio de Aeropuerto Internacional de Richmond, Virginia (normales 1991–2020, extremos 1887–presente) | Parámetros climáticos promedio de Aeropuerto Internacional de Richmond, Virginia (normales 1991–2020, extremos 1887–presente) | Parámetros climáticos promedio de Aeropuerto Internacional de Richmond, Virginia (normales 1991–2020, extremos 1887–presente) | Parámetros climáticos promedio de Aeropuerto Internacional de Richmond, Virginia (normales 1991–2020, extremos 1887–presente) | Parámetros climáticos promedio de Aeropuerto Internacional de Richmond, Virginia (normales 1991–2020, extremos 1887–presente) | Parámetros climáticos promedio de Aeropuerto Internacional de Richmond, Virginia (normales 1991–2020, extremos 1887–presente) | Parámetros climáticos promedio de Aeropuerto Internacional de Richmond, Virginia (normales 1991–2020, extremos 1887–presente) | Parámetros climáticos promedio de Aeropuerto Internacional de Richmond, Virginia (normales 1991–2020, extremos 1887–presente) | Parámetros climáticos promedio de Aeropuerto Internacional de Richmond, Virginia (normales 1991–2020, extremos 1887–presente) | Parámetros climáticos promedio de Aeropuerto Internacional de Richmond, Virginia (normales 1991–2020, extremos 1887–presente) | Parámetros climáticos promedio de Aeropuerto Internacional de Richmond, Virginia (normales 1991–2020, extremos 1887–presente) | Parámetros climáticos promedio de Aeropuerto Internacional de Richmond, Virginia (normales 1991–2020, extremos 1887–presente) | Parámetros climáticos promedio de Aeropuerto Internacional de Richmond, Virginia (normales 1991–2020, extremos 1887–presente) |
| Mes | Ene. | Feb. | Mar. | Abr. | May. | Jun. | Jul. | Ago. | Sep. | Oct. | Nov. | Dic. | Anual |
| --- | --- | --- | --- | --- | --- | --- | --- | --- | --- | --- | --- | --- | --- |
| Temp. máx. abs. (°C) | 27.2 | 28.3 | 34.4 | 35.6 | 37.8 | 40 | 40.6 | 41.7 | 39.4 | 37.2 | 30 | 27.2 | 41.7 |
| Temp. máx. media (°C) | 8.8 | 10.9 | 15.3 | 21.3 | 25.4 | 29.8 | 31.9 | 30.8 | 27.3 | 21.6 | 15.8 | 10.8 | 20.8 |
| Temp. media (°C) | 3.5 | 5 | 9.1 | 14.7 | 19.3 | 23.9 | 26.3 | 25.3 | 21.8 | 15.6 | 9.8 | 5.4 | 14.9 |
| Temp. mín. media (°C) | -1.8 | -0.9 | 2.9 | 8 | 13.2 | 18.1 | 20.7 | 19.8 | 16.2 | 9.4 | 3.8 | 0.1 | 9.1 |
| Temp. mín. abs. (°C) | -24.4 | -23.3 | -12.2 | -7.2 | -0.6 | 4.4 | 10.6 | 7.8 | 1.7 | -6.1 | -12.2 | -18.9 | -24.4 |
| Precipitación total (mm) | 82 | 66.3 | 101.6 | 80.8 | 101.6 | 117.9 | 111 | 124.5 | 117.1 | 86.1 | 77.7 | 89.2 | 1155.7 |
| Nevadas (cm) | 9.4 | 5.6 | 2.8 | 0 | 0 | 0 | 0 | 0 | 0 | 0 | 0 | 4.6 | 22.4 |
| Días de precipitaciones (≥ 0.2 mm)                                                                                            | 10.0 | 9.0 | 10.8 | 10.5 | 11.1 | 10.6 | 11.4 | 9.4 | 9.3 | 8.1 | 8.4 | 10.0 | 118.6 |
| Días de nevadas (≥ 0.2 cm) | 1.9 | 1.7 | 1.0 | 0.6 | 0.0 | 0.0 | 0.0 | 0.0 | 0.0 | 0.0 | 0.1 | 0.9 | 5.6 |
| Horas de sol | 172.5 | 179.7 | 233.3 | 261.6 | 288.0 | 306.4 | 301.4 | 278.9 | 237.9 | 222.8 | 183.5 | 163.0 | 2829 |
| Humedad relativa (%) | 67.9 | 65.6 | 63.0 | 60.8 | 69.5 | 72.2 | 74.8 | 77.2 | 77.0 | 73.8 | 69.1 | 68.9 | 70.0 |
| Fuente n.º 1: NOAA (humedad y horas de sol 1961–1990)                                                                         | | | | | | | | | | | | | |
| Fuente n.º 2: Weather Atlas                                                                                                   | | | | | | | | | | | | | |

## Demografía

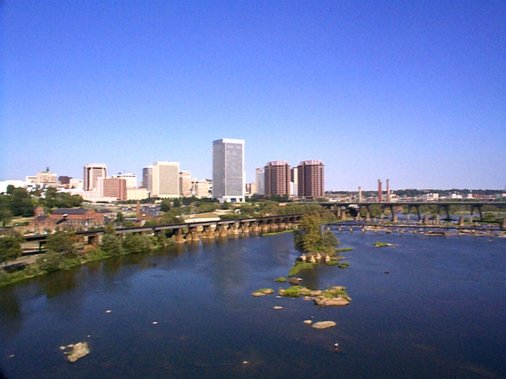
Panorámica de Richmond

En el censo del año 2000 había 197.790 personas, 84.549 hogares y 43.627 familias residiendo en la ciudad. En un censo más reciente estima que la población de la ciudad ha decrecido hasta 193.777. La densidad de población era 1.271,3/km² (3.292,6/mi²). Había 92.282 edificios con una densidad de 593,1/km² (1.536,2/mi²). El tipo racial de los habitantes son 38,30% de blancos, afroamericanos 57,19%, 0,24% nativos americanos, 1,25% asiáticos, 0,08% polinesios, 1,49% otras razas, y finalmente el 1,46% pertenece a dos o más razas. Los latinos o hispanos son el 2,57% de la población.
Hay 84.549 hogares de los cuales el 23,1% tienen niños por debajo de 18 años viviendo con ellos, 27,1% son matrimonios viviendo juntos, 20,4% tiene a una mujer sola y el 48,4% no son familiar. El 37,6% de todas las casas son individuales y el 10,9% tiene a alguien viviendo solos con más de 65 años.
En la ciudad la población que emigra es con un 21,8% por debajo de 18 años, 13,1% de 18 a 24, 31,7% de 25 a 44, 20,1% de 45 a 64 y 13,2% mayores de 65 años. La media de edad es de 34 años. Por cada 100 mujeres hay 87,1 hombres. Por cada 100 mujeres mayores de 18 años hay 83,5 hombres.
El coste medio de una casa en la ciudad es de $31.121, y los ingresos medios de una familia son $38.348. Los hombres tienen una media de ingresos de $30.874 contra $25.880 de las mujeres. La renta per cápita de la ciudad es de $20,337. Alrededor del 17,1% de las familias y el 21,4% de la población estaban bajo el umbral de la pobreza, incluyendo el 32,9% de menores de 18 y el 15,8% de 65 o más años.
La clase rica de Richmond ha tenido un impacto significativo en las instituciones políticas de la ciudad más visibles en la clase política y social. La avenida de los monumentos ha servido como una larga carretera y zona urbana para que la élite social de Richmond hiciera ostentación económica con propiedades inmobiliarias de gran valor. En los años 20, Ellen Glasgow y James Branch Cabell escribieron en sus novelas una imitación fina y velada de las instituciones que frecuentaban las clases elitistas como la FFVFirst Families of Virginia, el club de la Commonwealth, y la danza de las debutantes. Todavía hoy algunos segmentos de sociedad de Richmond hablan de "vienen-aquí" contra "de-aquí," para distinguir a gente nacida en Richmond de los que se trasladaron al área más tarde.

## Economía

### Desarrollo histórico como centro comercial
La localización estratégica de Richmond al lado del río James, sobre unas colinas y valles ondulantes y en la separación de la zona rocosa del piedmont y las regiones bajas de Virginia promovió un sitio natural ara el desarrollo del comercio. Durante siglos, los nativos de la potente tribu de los Powhatan reconoció el valor de este lugar, rico en recursos naturales. Ellos lo conocían como un gran lugar de caza, juegos, comercio llamándolo "Shocquohocan,", o Shockoe.
El primer explorador europeo llegó en 1607, de la mano de la Compañía de Virginia de Londres. en esta exploración se descubrieron una hierba cultivada por los indios y tabaco convirtiéndose en una materia muy lucrativa en la zona. La casa de comerció se desarrolló creando una aldea y en 1733 una ciudad presentada por William Byrd II y William Mayo. Los primeros edificios fueron apiñados alrededor del mercado agrícola que todavía existe en la calle 17.
Desde el principio el comercio creció rápidamente, primero en el sector agrícola, pero también en la trata de esclavos. Los esclavos eran importados a los muelles de Richmond desde África, siendo comprados y vendidos en el mismo lugar.
Para facilitar el transporte de las mercancías se usaron pequeñas barcas desde las cascadas hasta el océano, hasta que George Washington ayudó a diseñar el Canal de Kanawha y río James en la década de 1700 para pasar los rápidos de Richmond. El canal fue sustituido por el ferrocarril en la década de 1800. En la década de 1900 las carreteras fueron construidas en la misma área.
A lo largo de estos tres siglos y tres formas de transportes, el centro siempre ha sido un punto neurálgico de transportes, con la gran dársena para el cambio de dirección de los barcos, la primera línea con tres vías y la intersección de las dos mayores carreteras interestatales.

### Industrias que definen Richmond
Richmond emergió de las cenizas tras la guerra civil americana como una potencia económica, con edificios de hierro y con masivas fábricas de ladrillos. Las innovaciones incluyeron la primera máquina enrolladora de cigarrillos, inventada por James Albert Bonsack de Roanoke en 1880/81, y el primer tranvía eléctrico.
Los esclavos liberados y sus descendientes crearon un próspera comunidad ecomómica afrodescendiente conducida por gente tan influyente como Maggie L. Walker (la primera mujer presidenta de un banco en Estados Unidos) y John Mitchell, Jr.. La histórica zona de Jackson Ward se convirtió en el lugar conocido como "Wall Street de la América negra".
La ley y las finanzas han sido de largo fuerzas impulsoras en la economía. Debido a que la ciudad es la sede de la 4.ª corte de apelación de Estados Unidos y reserva federal, así como las oficinas centrales de firmas internacionales como Hunton & Williams, LLP, McGuireWoods LLP, Troutman Sanders LLP, CapitalOne, Philip Morris, y numerosos bancos y corredurías.
Desde 1960 Richmond ha sido un punto neurálgico para las agencias de publicidad y para los negocios relacionados con la publicidad, como la agencia de publicidad The Martin Agency. Como resultado del apoyo de las agencias de publicidad la VCU tiene una diplomatura (VCU Adcenter) en publicidad que está considerada como la mejor de Estados Unidos.

### Compañías en la lista Fortune 500 Companies y otras grandes corporaciones
En el área del Gran Richmond es la sede de nueve de las 500 compañías más grandes de Estados Unidos, incluyendo Dominion Resources, tiendas de electrónica de consumo, Circuit City, CarMax, Performance Food Group, LandAmerica Financial Group; Owens & Minor, Brink's Company, Genworth Financial, la aseguradora de GE y la recién llegada MeadWestvaco, un líder de productos de empaquetado, estucados, papeles especiales, papeles de oficina y especialidades químicas. Solo cinco áreas metropolitanas en los Estados Unidos tienen más empresas entre las 500 más grandes.
Otras empresas dentro de la lista de Fortune 500, que no tienen su sede central en el área, pero tienen una gran presencia en la zona. Estas incluyen Wachovia Securities cuya sede central se encuentra en Charlotte, Wachovia Corporation), SunTrust Banks Incorporated (con sede en Atlanta), la agencia de crédito Capital One Financial Corporation (con la base oficial en McLean (Virginia), pero fundada en Richmond en donde tiene su centro de operaciones y la mayoría de sus empleados), la farmacéutica McKesson (con sede en San Francisco).
Philip Morris (una división de Altria Group), una de las mayores compañías de comida, bebida, y tabaco, mantiene su sede central en Henrico County en las afueras de la ciudad, y muchas otras compañías en la zona. Universal Corporation, también en la industria tabaquera, tiene su sede central aquí también. Capital One y Phillip Morris USA son dos de las empresas privadas con más empleados en Richmond.
DuPont mantiene también las plantas de Spruance Plant y Qimonda, antiguamente Infineon Technologies tenía una fábrica en Elko Tract (un antiguo campo aéreo de la Segunda Guerra Mundial en una ciudad fantasma) cercana al Aeropuerto Internacional de Richmond produciendo memorias DRAM de ordenador.
Richmond es además la sede de Parque de desarrollo Biotecnológico de Virginia, el cual abrió sus puertas en 1995 como un centro de incubación para las empresas farmacéuticas y biotecnológicas. Localizada al lado del Medical College of Virginia (Colegio médico de Virginia) en el campus de la Universidad de la Mancomunidad de Virginia, el centro tiene una superficie de 53,000 m² dedicadas a la investigación, laboratorios y oficinas para la instalación de compañías, institutos de investigación y organizaciones no gubernamentales. La organización nacional de trasplantes, el cual mantiene la lista de pacientes en espera de un órgano para los trasplantes, ocupa un edificio en el parque. Philip Morris USA recientemente anunció sus planes de construcción de un centro de investigación de $350 millones en el parque. Una vez completada el desarrollo del parque, previsto para el 2010-2015, los directivos del parque prevén que el sitio emplee alrededor de 3000 científicos, técnicos e ingenieros. Philip Morris podría crear unos 600 empleos una vez que abra en 2007.
Richmond es además es la sede de los supermercados Ukrop, una empresa familiar de carácter regional, conocida por su impecable servicio y la amabilidad de los empleados.

### Economía reciente
En los últimos, ha estado procurando revivir el centro de la ciudad. Estas iniciativas incluyen el paseo del Canal, el nuevo centro de convenciones, «Greater Richmond Convention Center», y la expansión de los campus de la universidad. Un nuevo centro de arte, el Richmond CenterStage, será inaugurado previsiblemente en 2009. El complejo incluirá la renovación del Carpenter Center y la construcción de una sala polivalente y un centro de estudios artísticos en los viejos almacenes de Thalhimers La ciudad ha barajado múltiples propuestas para un nuevo estadio de béisbol en los últimos años, pero todavía no se ha avanzado el proyecto.
En febrero de 2008, MeadWestvaco anunció que se trasladaría de Stamford (Connecticut) a Richmond en 2008 con la ayuda del Greater Richmond Partnership, una organización regional de desarrollo económico que también ayudó a localizar a Aditya Birla Minacs, Amazon.com, y a Honeywell International, en la región.
En 2005, el área de Richmond ocupaba el puesto 14.º de los mejores lugares para los negocios en el ranking Forbes, gracias a su alto nivel educativo y los bajos costes empresariales. Otras áreas económicas que se han desarrollado recientemente en la zona son las farmacéuticas, aseguradoras, biotecnología, educación, turismo o semiconductores. En 2006, Forbes además nombró a Richmond como la sexta mejor ciudad para encontrar empleo de entre las 100 mayores áreas metropolitanas de Estados Unidos

## Arte y cultura

### Eventos anuales
La ciudad realiza numerosos eventos culturales anuales. Como la capital de la República de Virginia, la celebración estatal denominada Virginia State Fair se realiza finales de septiembre en los parques de atracciones del estado, localizados en el exterior de la ciudad cerca del Richmond International Raceway. En noviembre, el maratón de Richmond y la carrera de 8K se celebran en el centro de la ciudad al igual que el festival de escritores del río James. Durante el mes de diciembre, se celebra la Gran Iluminación, consistente en la iluminación especial de los edificios del centro de la ciudad durante las navidades. Este evento suele coincidir con la cabalgata de Navidad que discurre a lo largo de la calle Broad.
En abril tiene lugar la carrera de diez kilómetros patrocinada por los supermercados Ukpro conocida como festival callejero de "Easter on Parade". El festival de cine del río James tiene lugar este mismo mes. El festival de cine francés organizado por la universidad de Virginia se está volviendo cada vez más popular. La celebración anual del día de la tierra y el pescado  se celebra también en este mes en el sur del puente Mayo (calle 14).
Otros eventos de importancia durante el año son el festival de la segunda calle (2nd Street Festival) y el festival de Carytown Watermelon. El festival mensual llamado Artwalk tiene lugar el primer viernes de cada mes desde septiembre a junio. En el distrito de Mánchester, 4th Friday art realiza una muestra de  Art Works, Artspace, Plant Zero y 1212 Gallery cada mes (excepto diciembre), la entrada es libre y gratuita. Richmond celebra el festival nacional de folclore desde 2005.

### Cultura popular
Richmond ha aparecido en varias películas, series de televisión y libros. Numerosos episodios de The X-Files se rodaron en parte en la ciudad y en grandes localizaciones. La serie de la televisión Doug discurría en una ciudad llamada Bluffington, muchos de cuyos lugares fueron basados en Richmond, donde el creador Jim Jinkins creció. La serie dramática de la cadena ABC llamada Line of Fire fue situada específicamente en Richmond, con varias localizaciones a través de la ciudad. Partes de las películas Hannibal, Hearts in Atlantis, The Contender y la película de la cadena HBO Iron Jawed Angels también fueron filmadas en Richmond. La banda de Hardcore punk llamada GWAR se formó en Richmond, al igual que la banda de Crossover Thrash Municipal Waste y la banda de Groove Metal Lamb of God. La banda Carbon Leaf tiene también sus raíces en la ciudad. Tiene 214.114 habitantes. Es una zona de muchas lugares turísticos, como el museo de ciencias de Virginia el teatro Byrd, el monumento de Bill "Bojangles" Robinson.

### Museos, galerías y atracciones

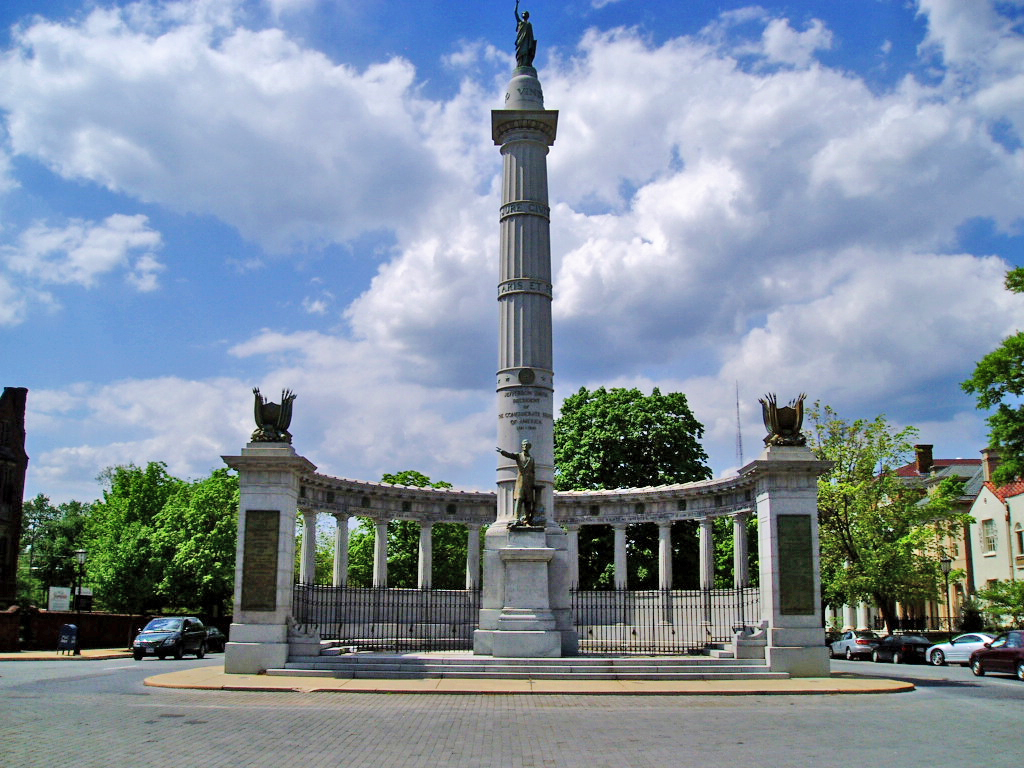
El memorial a Jefferson Davis, localizado en la intersección de la avenida de los monumentos y la avenida Davis en Richmond.

Richmond tiene una comunidad significativa de arte, y la escuela de arte de la Universidad de la Mancomunidad de Virginia se muestra constantemente como una de las mejores de la nación. además existen muchos lugares asociados al arte en la universidad, allí cerca también se encuentran varias atracciones, incluyendo el centro de la historia de Valentine Richmond, sociedad histórica de Virginia, el Museo de Bellas Artes de Virginia, la sinfónica de Richmond, y el ballet clásico de Richmond. El teatro de Byrd en Carytown es un teatro clásico de la era de los años 20 en el que todavía se muestran películas sobre una base regular, y es popular entre la población universitaria, particularmente debido al precio bajo del billete ($2.00).
El museo de la ciencia de Virginia, también está situado en la calle Broad cerca del distrito Fan. En el edificio neoclásico de la estación, diseñada por John Russell Pope en Beaux-Art en 1919. Adyacente al museo de ciencia está el museo de los niños de Richmond, un museo lleno de diversión con muchas actividades manuales.
Como la capital anterior de los estados confederados de América, Richmond es sede de muchos museos y campos de batalla de la guerra civil americana. El museo de la confederación, situado cerca del Capitolio de Virginia y del campus MCV de la Universidad de la Mancomunidad de Virginia. El Court End y la mansión de Davis, también conocida como la casa blanca de la confederación; en ambos se ofrecen hoy una amplia variedad de objetos y material relacionado con esa época. Cerca de la ribera está la acería de Tredegar y el parque nacional de los campos de batalla de la guerra civil.
Otros puntos históricos de interés incluyen la iglesia del St. John's, el famoso sitio en donde Patrick Henry hizo su discurso "Give me liberty or give me death", y el museo de Edgar Allan Poe, que ofrece muchas de sus escrituras y de otras cosas a partir de su vida, en particular de cuándo él vivió en la ciudad. La casa de John Marshall, Juez Presidente de los Estados Unidos, está localizado en el centro de la ciudad y ofrece muchas de sus escrituras y objetos de su vida. El cementerio de Hollywood es el lugar en donde están enterrados dos presidentes de Estados Unidos así como muchos otros oficiales y soldados de la guerra civil.
La ciudad es también sede de muchos monumentos, los más notables a lo largo de la avenida de los monumentos en el distrito de Fan. Otros monumentos del interés en la ciudad incluyen el monumento de A.P. Hill, el monumento de Bill "Bojangles" Robinson, el monumento de Cristóbal Colón, y el monumento a los soldados confederados y marineros. Dedicado en 1956, el monumento de la guerra de Virginia también está situado en Belvedere cerca de la ribera, y es un monumento a los Virginianos que murieron en batalla en la Segunda Guerra Mundial, la guerra de Corea, la guerra de Vietnam, y la guerra del Golfo. Situado cerca del parque de Byrd está el famoso carillón conmemorativo de la Primera Guerra Mundial, una torre de carillón de 56 campanas.
Se encuentra, además, el Museo del Holocausto de Virginia, donde rememoran los acontecimientos que padecieron los sobrevivientes virginianos víctimas de la Alemania nazi.

### Lugares para visitar
Algunos de los atractivos turísticos de la ciudad son:
- El Capitolio de Virginia
- El Museo de Bellas Artes.
- El Museo de Ciencias, alojado en el adusto edificio de la Union Station de estilo neoclásico que fue diseñado por el arquitecto Beaux-Arts John Russell Pope en 1919.
- El Museo de la Confederación.
- El Museo de los Niños.
- La senda de los esclavos a lo largo del río James.

Algunos barrios populares de la ciudad son: The Fan, Carytown, Jackson Ward, Church Hill, Oregon Hill, Shockoe Slip, Shockoe Bottom, the River District.

### Parques

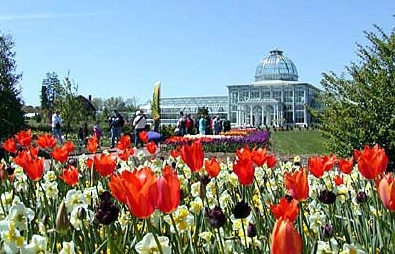
Jardín botánico de Lewis Ginter

La ciudad funciona con uno de los más viejos sistemas de parques municipales del país. El sistema de parques comenzó cuando el consejo de ciudad votó en 1851 para adquirir 3 hectáreas (7.5 acres), del ahora conocido como parque de Monroe. Hoy, el parque de Monroe se asienta adyacente al campus de la Universidad de la Mancomunidad de Virginia y es uno de los más de 40 parques municipales que abarcan una superficie total de más de 610 hectáreas (1500 acres).
Varios parques están situados a lo largo del río James. El sistema de parques adyacentes al río James ofrece sendas cicloturistas, zonas para ir de excursión y sendas verdes, y muchos puntos escénicos través de la ciudad. El sistema de carriles ciclistas del río James y Forest Hill es considerado por los ciclistas profesionales como uno de los mejores sistemas urbanos de sendas del país. El recorrido es parte del campeonato de triatlón Xterra East, siendo uno de los mejores recorridos urbanos del país tanto para la parte ciclista como para la parte de carrera.
Hay también parques en las dos más importantes islas del río: La isla de Belle y la isla de Brown. La isla de Belle, que fue durante su historia una aldea de la pesca de los Powhatan, una pista de carreras de caballos de la época colonial y una prisión en la guerra civil, es la más grande de los dos islas, y contiene muchas carriles-bici además de un pequeño acantilado que se utiliza para el aprendizaje de la escalada. Uno puede caminar por la isla y todavía ver muchos de los restos de la prisión de la guerra civil, tal como un cuarto de almacenaje y el emplazamiento del arma que fue utilizada para calmar los motines de los presos. La isla de Brown es más pequeña y un lugar popular con una gran cantidad de conciertos y de festivales al aire libre libres en el verano, tal como la serie semanal de conciertos Friday Cheers o el festival de la cerveza y el pescado del río James.
Los otros dos parques importantes en la ciudad son el parque Byrd y el Maymont, situados cerca del distrito Fan de Richmond. El parque de Byrd ofrece una pista de footing de una milla, con paradas de ejercicios, un parque público para perros, y un número de lagos pequeños para los barcos pequeños, así como dos monumentos y un anfiteatro. Se muestra de forma prominente en el parque el carillón conmemorativo de la Primera Guerra Mundial, construido en 1926 como monumento a los que murieron en la guerra.
Maymont, situado adyacente al parque Byrd, es un parque Victoriano de 40 hectáreas (100 acres) con un museo, jardines, fauna oriunda, un centro de la naturaleza, una colección de carruajes, y una granja para niños. El jardín botánico de Lewis Ginter también está situado en la ciudad.
Otros parques en la ciudad incluyen el jardín de la azalea de José Joseph Bryan, parque de Forest Hill (anterior sitio del parque de atracciones), Chimborazo Park (el sitio de los cuarteles generales del campo de batalla de la nación), entre otros.
Varios parques temáticos están también situados cerca de la ciudad, incluyendo el Kings Dominion al norte, y los jardines Busch Gardens al este, cerca de Williamsburg. Diggerland (empresa del Reino Unido) pronto comenzará la construcción de un parque que se abrirá en 2007.

### Arte
- Ballet de Richmond - Fundado en 1957. El director actual es Stoner Winslet.
- Sinfónica de Richmond - El director es Mark Russell Smith.
- Ópera de Virginia - La compañía oficial de óopera de la República de Virginia, fundada en 1974. El director artístico es Peter Mark. Estrena ocho representaciones diferentes al año en el Teatro Landmark.

### Religión
Richmond tiene varias iglesias históricas. Debido a su temprana historia colonial inglesa, desde principios de 1600 a 1776, Richmond tiene bastantes prominentes iglesias Anglicano-Episcopalianas, incluyendo la Iglesia Monumental, la iglesia episcopal de St. Paul's y la iglesia episcopal del St. John's. Los metodistas y los baptistas crearon otra sección de iglesias, y la primera iglesia baptista de Richmond fue también la primera iglesia de esta congregación, establecida en 1780. En la tradición de iglesia reformada, la primera iglesia presbiteriana en la ciudad de Richmond fue igualmente la primera iglesia presbiteriana, organizada el 18 de junio de 1812. El 5 de febrero de 1845 fue fundada la segunda iglesia presbiteriana de Richmond, que era una iglesia histórica en donde ejerció Stonewall Jackson, además de ser el primer edificio gótico. Dicha iglesia fue el primer lugar en el que encendió el gas en Richmond. Debido a la afluencia de inmigrantes alemanes en 1840, se creó la iglesia evangélica alemana de Sant Jhon en 1843. Richmond es también la sede de una comunidad Greco-Americana prominente. La santa Constantina y la catedral ortodoxa griega de Helen llevaron a cabo su primer servicio de adoración en un cuarto alquilado en el 309 de la calle séptima en 1917. La catedral se trasladó al número 30 de la avenida Malvern en 1960, que es la única iglesia ortodoxa del este y acoge el festival anual griego de Richmond.
La primera congregación judía en Richmond fue la Kahal Kadosh Beth Shalome. Beth Shalome fue la sexta en los Estados Unidos, y constituyó la congregación judía más al oeste en los Estados Unidos en el momento de su fundación. En 1822 los miembros de K.K. Beth Shalome se reunían en el primer edificio-sinagoga en Virginia. Hay hoy en día una comunidad judía diversa, siendo la sinagoga más grande la situada en el condado de Henrico, Temple Beth El. Junto con tales congregaciones religiosas, hay una variedad de otras instituciones judías en el servicio caritativo, educativo y social, para las comunidades judías y generales. Estos incluyen el centro de comunidad judía de Weinstein, los servicios judíos de la familia, la federación judía de la comunidad de Richmond, y la fundación judía de Richmond.
Hay varios seminarios en Richmond. Tres de estos se han fusionado para convertirse en el consorcio Teológico de Richmond. Este consorcio consiste en una escuela de teología en la universidad de la unión de Virginia, un seminario presbiteriano llamado Union PSCE, y un seminario baptista conocido como seminario Teológico Baptista de Richmond.
Dos obispados se asientan en Richmond, el de la diócesis episcopal de Virginia, y la diócesis católica de Richmond, que abarca toda Virginia central y meridional y su orilla este. El presbiterio de James -iglesia presbiteriana de los EE. UU.- también tiene su base en el área de Richmond.
Hay cinco mezquitas en el área de Richmond, acomodando a la población musulmana creciente: el Centro Islámico de Virginia (ICVA) en el lado sur, la sociedad islámica de Mayor Richmond (ISGR) en el extremo oeste, Masjidullah en el lado norte, Masjid Bilal cerca del centro de la ciudad, y Masjid Ar-Rahman en el end.
El Estatuto de Virginia para la libertad religiosa fue escrito en Richmond por Thomas Jefferson.

## Medios de comunicación
El periódico local en Richmond (y el periódico de referencia para el estado) es la Richmond Times-Dispatch. Style Weekly es una publicación semanal alternativa que cubre la cultura, el arte y el entretenimiento. City Edition es un magazín de noticias semanal distribuido a través de Richmond que se centra en el gobierno de la ciudad y la vida cívica en la ciudad. Richmond Free Press cubre las noticias desde una perspectiva afroamericana.
El libre, lleno de color y brillante magazín independiente de Richmond es el RVA Magazine se centra en el arte, la música, y las tendencias culturales emergentes de la ciudad. La única revista hispana en el estado deVirginia es La Voz Hispana de Virginia y el periódico español Centro, distribuido libremente en el Gran Richmond proporcionando contenido cultural y noticias importantes en inglés y español.
El área metropolitana tiene una gran variedad de estaciones de televisión y de radio, emitiendo una amplia variedad musical y de otros intereses. Las cadenas de radio en Richmond se concentran en cuatro compañías nacionales: Clear Channel (WRVQ-FM, WTVR-FM, WRXL-FM, WBTJ-FM, WRNL-AM, WRVA-AM) Cox Radio (WKHK-FM, WKLR-FM, WDYL-FM, WMXB-FM), Radio One (WCDX-FM, WKJS-FM, WPZZ-FM), and Davidson Media (WLEE-AM, WVNZ-AM, WTOX-AM, WREJ-AM). Una compañía regional, Main Line Broadcasting, posee WBBT-FM, WLFV-FM, y WWLB-FM, comprándolos en septiembre de 2005. Richmond es también la sede de una de las estaciones más grandes de LPFM del país, WRIR Richmond Indie Radio. En el aire desde enero de 2005 y provisto de personal totalmente voluntario, presenta una mezcla de programas producidos localmente, con programas de NPR y Pacifica y una variedad amplia de música. La radio de los estudiantes de la universidad de Richmond (WDCE 90.1 FM) recibe también un fuerte seguimiento en la comunidad. Desde el 2006 sirviendo la comunidad de habla hispana esta WBTK Radio poder 1380AM www.wbtk.com una radio con contenido familiar y recursos comunitarios.
Comcast era antes el único proveedor de la televisión por cable para el área de Richmond, hasta mayo de 2006, cuando Cavalier Telephone and TV comenzaron a proporcionar servicios de televisión por cable. en la ciudad y los condados norteños suburbanos, Comcast era el sucesor a la licencia de Continental Cablevision, entonces MediaOne, después AT&T Broadband, antes de que AT&T fuera adquirido por Comcast. Richmond.com es un sitio web que divulga las noticias y los acontecimientos de Richmond, siendo el alojamiento de otras publicaciones.

## Deportes
Richmond tiene algunos equipos en los deportes profesionales. El equipo de Béisbol profesional de la ciudad es el Richmond Flying Squirrels, (equipo filial AA de los Gigantes de San Francisco). Los Richmond Flying Squirrels juegan en el estadio llamado The Diamond. The Richmond Lions, un equipo de rugby de la 2.ª división de rugby de los EE. UU., juega en Dorey Park. Los Richmond Kickers, un equipo de fútbol de la liga de segunda división, juega en el estadio de la universidad Richmond. Los Richmond Bandits son un equipo de AIFl. El 25 de abril de 2006, después de que Richmond perdiera su RiverDogs, la franquicia de UHL, los Richmond Renegades volvieron a la ciudad de Richmond. El equipo es propiedad del dueño original de la licencia de ECHL, Allan Harvie. El Renegades comenzó a jugar en el coliseum de Richmond al final de 2006.
En el Coliseum de Richmond se celebra una gran cantidad de conciertos, de festivales, y de demostraciones comerciales. La asociación atlética colonial de baloncesto también ha jugado su torneo anual en el coliseum desde 1990, y en 1994 se celebró la final a cuatro del baloncesto femenino de la liga de NCAA.
Las competiciones automovilísticas son muy populares en la zona y el circuito internacional de Richmond recibe dos carreras anuales de la NASCAR, el desafío de Suntrust Indy. Richmond estuvo en pomada para conseguir el Hall of fame de la NASCAR pero al final la ciudad elegida fue Charlotte, Carolina del Norte.
Richmond es además la sede de Richmond Lucha Libre, la única federación independiente de lucha en la ciudad.
En 2015, Richmond será la ciudad organizadora del Campeonato Mundial de Ciclismo en Ruta de la UCI.

## Gobierno
El gobierno de la ciudad del Richmond consiste en un ayuntamiento con los representantes de nueve distritos que sirven con capacidad legislativa, popularmente elegidos, al final el alcalde como jefe del rama ejecutiva. Los ciudadanos en cada uno de los nueve distritos eligen a un representante cada uno del consejo para servir un periodo de dos años. A partir de la elección de noviembre de 2008, el periodo será incrementado a cuatro años. El consejo de ciudad elige entre de sus miembros a un miembro que será el presidente del concejo y otro para el cargo de vicepresidente del consejo. El consejo de ciudad se reúne en el ayuntamiento (900 St. de E. Broad, el 2.º piso) el segundo y cuarto lunes de cada mes, excepto agosto.
En enero de 2007, el consejo de ciudad de Richmond consistía en: William (Bill) J. Pantele, 2.º Distrito, presidente del consejo; Rev. Delores L. McQuinn, 7.º Distrito, vicepresidente del consejo; Bruce Tyler, 1.er Distrito; Chris A. Hilbert, 3.er Distrito; Kathy C. Graziano, 4.º Distrito; E. Martin (Marty) Jewell, 5.º Distrito; Ellen F. Robertson, 6.º Distrito; Reva M. Trammell, 8.º Distrito; y Douglas Connor Jr., 9.º Distrito.
El gobierno de Richmond cambió en 2004 así el alcalde no es elegido por el consejo sino que se hace por votación popular. En esta elección, L. Douglas Wilder derrotó al alcalde titular Rudy McCollum, que sirvió previamente como el primer gobernador de Virginia afrodescendiente en los Estados Unidos. El alcalde no es una parte del consejo de ciudad de Richmond.

## Educación
En la ciudad de Richmond funciona 31 escuelas primarias, nueve escuelas medias, y ocho secundarias, con una población de 25 000 estudiantes. Hay también mucho centro privado, tales como la escuela del St. Christopher's, la escuela del St. Catherine's, la escuela colegial y la escuela del administrador ofrecen una educación completa K-12. Otras escuelas son la escuela secundaria benedictina, la escuela de Maggie L. Walker Governor's (público), la escuela episcopal de la trinidad, y la escuela secundaria de St. Gertrude. El área de Richmond tiene muchas instituciones universitarias importantes, incluyendo la universidad de Richmond (privada), la Universidad de la Mancomunidad de Virginia (público - ahora la universidad más grande de Virginia con 30 000 estudiantes), la universidad de la unión de Virginia (privada), y la unión seminaria y teológica; Escuela presbiteriana de educación cristiana (privada). Varias universidades se encuentran en el área metropolitana, incluyendo la universidad de J. Sargeant Reynolds y la universidad de Juan Tyler (condado de Chesterfield).
La universidad del estado de Virginia está situada a unas 20 millas al sur de Richmond, en el suburbio de Ettrick, en el exterior de Petersburg, y la universidad de Randolph-Macon está situada a unas 15 millas del norte de Richmond, en la ciudad de Ashland.

## Transporte

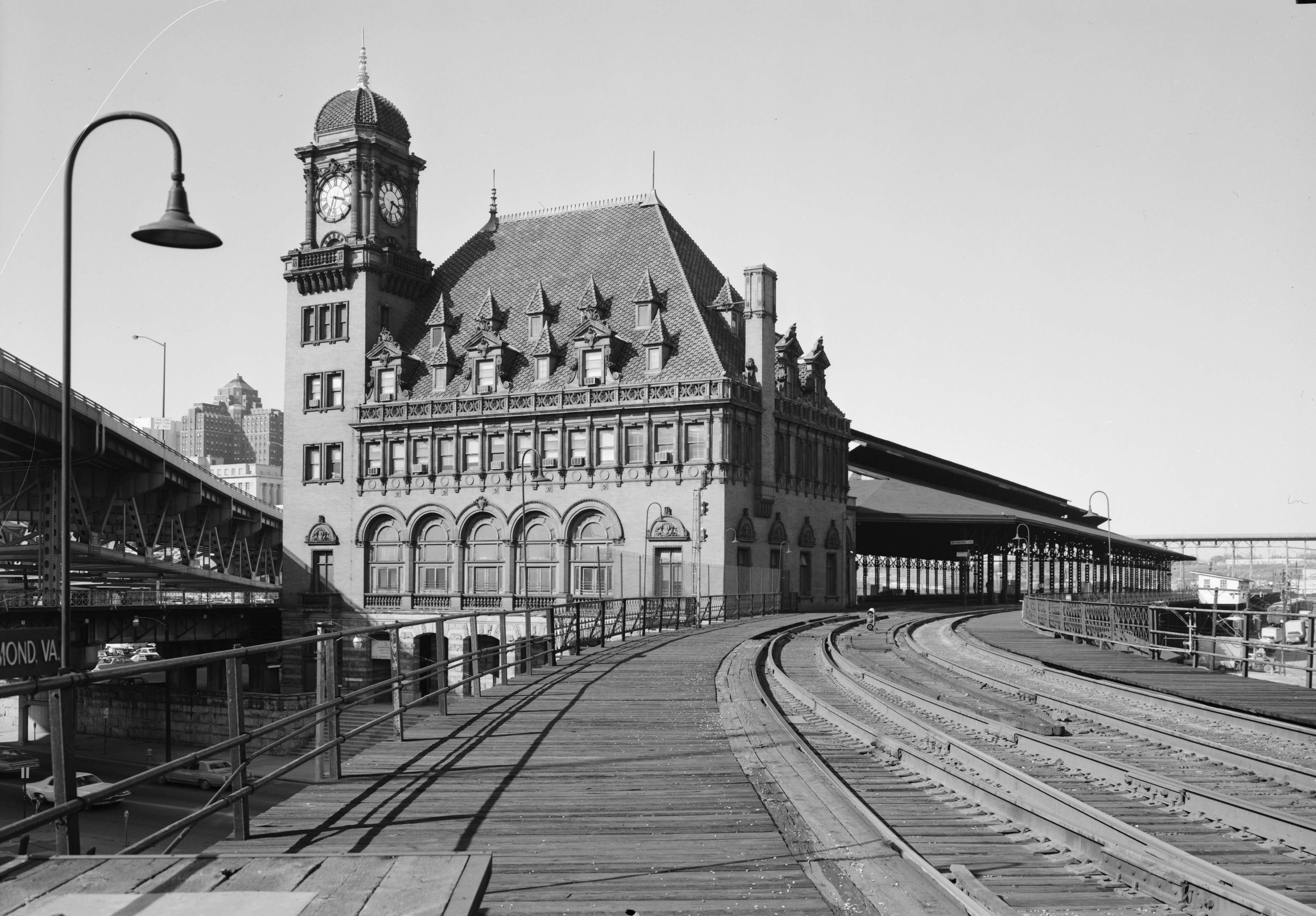
Estación de Richmond en 1971.

El Aeropuerto Internacional de Richmond (IATA: RIC, ICAO: KRIC), situado en Sandston, está situado a siete millas al sureste de Richmond y a menos de una hora de coche del lugar histórico de Williamsburg (Virginia). En el aeropuerto de Richmond es operado por nueve líneas aéreas con unos 200 vuelos diarios proporciona servicio directo a los principales destinos y con conexiones a todo el mundo. En 2004, el aeropuerto transportó aproximadamente a 2.5 millones de pasajeros. en el año 2006 el aeropuerto registro un tráfico de 3.3 millones de pasajeros, un aumento del 13% sobre 2005.
El servicio interurbano de autobús es proporcionado por Greyhound Lines. El servicio local del autobús interurbano en los condados de Richmond, de Henrico, y de Chesterfield es proporcionado por Greater Richmond Transit Company (GRTC). El GRTC, sin embargo, sirve solamente las partes pequeñas de los condados suburbanos. El extremo oeste más lejano (Innsbrook y Short Pump) y casi todo el condado de Chesterfield no tienen ningún transporte público a pesar de la densidad de casas, la venta al por menor, y el desarrollo de las oficinas en la zona. Las estadísticas recientes publicadas en el Richmond Times-Dispatchen ha demostrado que la extensa mayoría usuarios del GRTC monta en autobús porque no poseen un coche propio y no tienen ninguna otra opción de transporte; Gracias a la disposición de las calles de la ciudad y el servicio escaso del autobús hacen que es mucho más rápido el desplazamiento en coche particular que en transporte público.
Richmond también tiene dos estaciones del ferrocarril utilizadas por Amtrak. Cada estación recibe servicio regular desde el norte de Richmond a Washington D.C, Filadelfia, y Nueva York. La estación suburbana denominada Staples Mill Roaddel está situada en la importante línea norte-sur y recibe todo el servicio a y desde todos los puntos del sur incluyendo Raleigh, Durham, Savannah, Newport News, Williamsburg y Florida. La histórica estación principal, recientemente renovada cerca del centro de Richmond recibe solamente trenes de Newport News y Williamsburg
Richmond se beneficia de una posición excelente en referencia a la red del transporte del estado, siendo la encrucijada norte-sur (interestatal 95) y este-oeste (interestatal 64), estas dos carreteras son las que tienen más tráfico del estado.

## Infraestructuras
La electricidad en el área del metropolitana de Richmond es proporcionada por Dominion Virginia Power. La compañía, con base en Richmond, es uno de los productores energéticos más grandes de la nación, sirviendo energía a clientes al por menor en nueve estados. La electricidad es proporcionada en el área de Richmond principalmente por la estación de generación nuclear de North Anna y la estación de generación nuclear de Surry, así como una planta térmica de carbón en Chester. Estas tres plantas proporcionan un total de 4.453 megavatios de energía. Varias otras plantas del gas natural proporcionan energía adicional durante épocas de demanda máxima. Estos incluyen plantas de generación en Chester, en Surry, y dos plantas en Richmond (Gravel Neck and Darbytown).
El agua es proporcionada por el departamento de utilidad pública de Richmond que es uno de los productores más grandes de agua de Virginia, con una planta moderna que pueda tratar hasta 132 millones de galones de agua al día del río James.
Aguas residuales: La planta de tratamiento y el sistema de distribución de las cañerías del agua, de las estaciones de bombeo y de las instalaciones del almacenaje proporcionan el agua a aproximadamente 62.000 clientes en la ciudad. La planta también proporciona el agua a los alrededores a través de contratos al por mayor con los condados de Henrico, de Chesterfield, y de Hannover. Total, esto da lugar a una planta que proporciona agua para aproximadamente 500 000 personas. Hay también una planta de tratamiento de aguas residuales situada en ribera sur del río de James. Esta planta puede tratar hasta 70 millones de galones de agua por día de las aguas residuales y del torrente de alcantarillado antes de volverlo al río. La planta de aguas residuales también funciona y mantiene 2414 km de alcantarilla sanitaria, estaciones de bombeo, 61 km de alcantarilla, y la dársena de retención de Shockoe, un depósito del agua de tormenta de 44 millones de galones usado durante las lluvias torrenciales.
El servicio telefónico para el área de Richmond es proporcionado por tres compañías: Verizon, ILEC y Comcast.

## Personajes
- Bill Robinson (1878-1949), bailarín de claqué y actor, el más conocido artista afrodescendiente de la primera mitad del siglo XX.
- Thomas Molnar (1921-2010), politólogo tradicionalista nacido en Hungría.
- Warren Beatty (1937-), actor y director de cine.
- Christopher Falzone (1985-2014), pianista.

## Ciudades hermanadas
Richmond tiene siete ciudades hermanadas, según la Sister Cities International, Inc.:
- Olsztyn (Polonia)
- Richmond (Reino Unido)
- Saitama, Saitama (Japón)
- Uijongbu (Corea del Sur)
- Urawa (Japón)
- Windhoek (Namibia)
- Zhengzhou (China)